# Hästskon
Hästskon är en sjö i Uddevalla kommun i Bohuslän och ingår i Bäveån-Örekilsälvens kustområde. Sjön är 4,5 meter djup, har en yta på 0,007 kvadratkilometer och är belägen 127 meter över havet.